# Mormyrus
Mormyrus é um género de peixe da família Mormyridae.
Este género contém as seguintes espécies:
- Mormyrus bernhardi
- Mormyrus caschive
- Mormyrus hildebrandti
- Mormyrus macrocephalus
- Mormyrus tenuirostris